# Mandato Britânico da Mesopotâmia (instrumento jurídico)

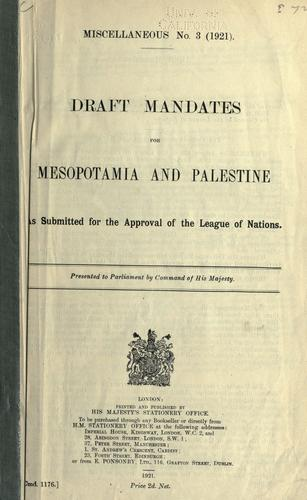
Projeto de mandato para a Mesopotâmia e Palestina como submetido à aprovação da Liga das Nações, em 7 de dezembro de 1920

Mandato Britânico da Mesopotâmia (em árabe: الانتداب البريطاني على العراق) foi um Mandato da Sociedade das Nações proposto para ser confiado ao Reino Unido na Conferência de San Remo, em conformidade ao Acordo Sykes-Picot.
O mandato proposto foi concedido em 25 de abril de 1920, após a conferência de San Remo, na Itália, mas não foi documentado ou definido. Era para ser um mandato Classe A nos termos do artigo 22 do Pacto da Liga das Nações. Um documento do projeto do mandato foi preparado pelo Escritório Colonial Britânico, em junho de 1920. O mandato de administração britânica foi promulgado por meio do Tratado Anglo-Iraquiano.
O Mandato Britânico da Mesopotâmia enfrentou algumas dificuldades para ser estabelecido, visto que uma revolta iraquiana nacional eclodiu em 1920, após o ser decidido que o território se tornaria o Reino do Iraque, através do Tratado Anglo-Iraquiano.
O Reino do Iraque tornou-se independente em 1931-1932, de acordo com a postura da Liga das Nações, que declarou que tais Estados seriam tornados progressivamente independentes ao longo do tempo.